# Hypnum gottscheanum
Hypnum gottscheanum là một loài Rêu trong họ Hypnaceae. Loài này được Hampe ex Müll. Hal. mô tả khoa học đầu tiên năm 1874.